# Castles in the air (brano musicale)
Castles in the Air  è un brano musicale del cantautore statunitense Don McLean.
Il brano era stato inizialmente pubblicato nel 1969 all’interno dell’album di esordio dell’artista “Tapestry”; successivamente, nel 1981, Don McLean ha riarrangiato il brano è lo ha pubblicato nell’album “Believers”.
La canzone è una delle più note dell’artista.

## Contenuto
Il brano narra la storia di un ragazzo che, a causa del suo amore per la vita di campagna, decide di abbandonare la città e di lasciare la sua amante, sperando che capisca la sua scelta.
Il titolo (Castles in the Air) è traducibile come “castello nell’aria” e si presenta come una metafora della città che il protagonista della canzone ritiene opprimente. 

## Ricezione
Il singolo, oltre ad essere uno dei più noti dell’artista, è stato anche ben accolto dalla critica specializzata.
Sia nella versione originale del 1971 sia in quella del 1981, la canzone ha raggiunto la top 100 delle canzoni statunitensi (nella prima versione ha raggiunto la posizione numero 40 e nella seconda la posizione 36).
Castles in the Air ha anche raggiunto le classifiche canadesi, australiane, neozelandesi e inglesi.